# Colus aurariae
Colus aurariae is een slakkensoort uit de familie van de Buccinidae. De wetenschappelijke naam van de soort is voor het eerst geldig gepubliceerd in 2009 door Fraussen, Rosado, Afonso & Monteiro.